# Psy z Rygi
Psy z Rygi – tytuł oryginalny (szw.) Hundarna i Riga – powieść kryminalna wydana w roku 1992, autorstwa szwedzkiego pisarza Henninga Mankella, stanowiąca drugą w serii o przygodach Kurta Wallandera. Jej polskie tłumaczenie ukazało się w roku 2008 nakładem wydawnictwa WAB. Książka w dużym stopniu stanowi komentarz do niestabilnego klimatu politycznego byłych republik radzieckich na początku lat 90. XX wieku.
Na jej podstawie powstał film fabularny, nakręcony przez szwedzką telewizję w roku 1995. Wyreżyserowany został przez Pera Berglunda, a w rolę Wallandera wcielił się Rolf Lassgård.